# Xylocopa samarensis
Xylocopa samarensis là một loài Hymenoptera trong họ Apidae. Loài này được Cockerell & LeVeque mô tả khoa học năm 1925.